# Vrena
Vrena är en tätort i Nyköpings kommun och kyrkbyn i Vrena socken, belägen cirka 20 km nordväst om Nyköping. Orten ligger utmed Riksväg 52 mellan Hallbosjön och Långhalsen.

## Historia
Vrena har tack vare läget vid den forsande ån ända sedan 1500-talet varit en betydande industriort, med bland annat tegelbruk och sågverk. Ortnamnet Vrena sägs komma från "den vredskande ån". 
I samband med järnvägens etablerande 1871–1875 växte samhället. Järnvägen togs i bruk 1875. Då fanns stationshus och ett större godsmagasin. Idag finns stationshuset, som numera är q-märkt,  kvar  och banvaktarbostaden som byggdes 1878. 
1952 startade Holmens Bruk en boardfabrik (typ Masonite) med export till många länder. 
1979 stängdes en boardlinje och konverterades till mineralullstillverkning som hade stor efterfrågan på 1970- och 80-talet. 
1983 övertog Saint-Gobain Isover AB, tidigare Gullfiber AB, hela industrianläggningen och hade som mest närmare 200 anställda. Verksamheten lades ned 2003. 
Idag (2016) bedriver Vrena Företagspark AB verksamhet på det tidigare fabriksområdet. 

### Befolkningsutveckling
| Befolkningsutvecklingen i Vrena 1950–2020 | Befolkningsutvecklingen i Vrena 1950–2020 | Befolkningsutvecklingen i Vrena 1950–2020 | Befolkningsutvecklingen i Vrena 1950–2020 | Befolkningsutvecklingen i Vrena 1950–2020 |
| ----------------------------------------- | ----------------------------------------- | ----------------------------------------- | ----------------------------------------- | ----------------------------------------- |
|                                           |                                           |                                           |                                           |                                           |
| År                                        |                                           |                                           | Folkmängd                                 | Areal (ha)                                |
| 1950                                      | 1950                                      |                                           | 485                                       |                                           |
| 1960                                      | 1960                                      |                                           | 642                                       |                                           |
| 1965                                      | 1965                                      |                                           | 740                                       |                                           |
| 1970                                      | 1970                                      |                                           | 794                                       |                                           |
| 1975                                      | 1975                                      |                                           | 730                                       |                                           |
| 1980                                      | 1980                                      |                                           | 730                                       |                                           |
| 1990                                      | 1990                                      |                                           | 726                                       | 100                                       |
| 1995                                      | 1995                                      |                                           | 712                                       | 100                                       |
| 2000                                      | 2000                                      |                                           | 655                                       | 100                                       |
| 2005                                      | 2005                                      |                                           | 665                                       | 100                                       |
| 2010                                      | 2010                                      |                                           | 626                                       | 97                                        |
| 2015                                      | 2015                                      |                                           | 630                                       | 110                                       |
| 2020                                      | 2020                                      |                                           | 643                                       | 101                                       |
|                                           |                                           |                                           |                                           |                                           |

## Näringsliv
Orten har under de senare åren återhämtat sig med nya företag, exempelvis lanthandel, bensinstation, växthus, viltslakteri, mekanisk verkstad och friskola.  

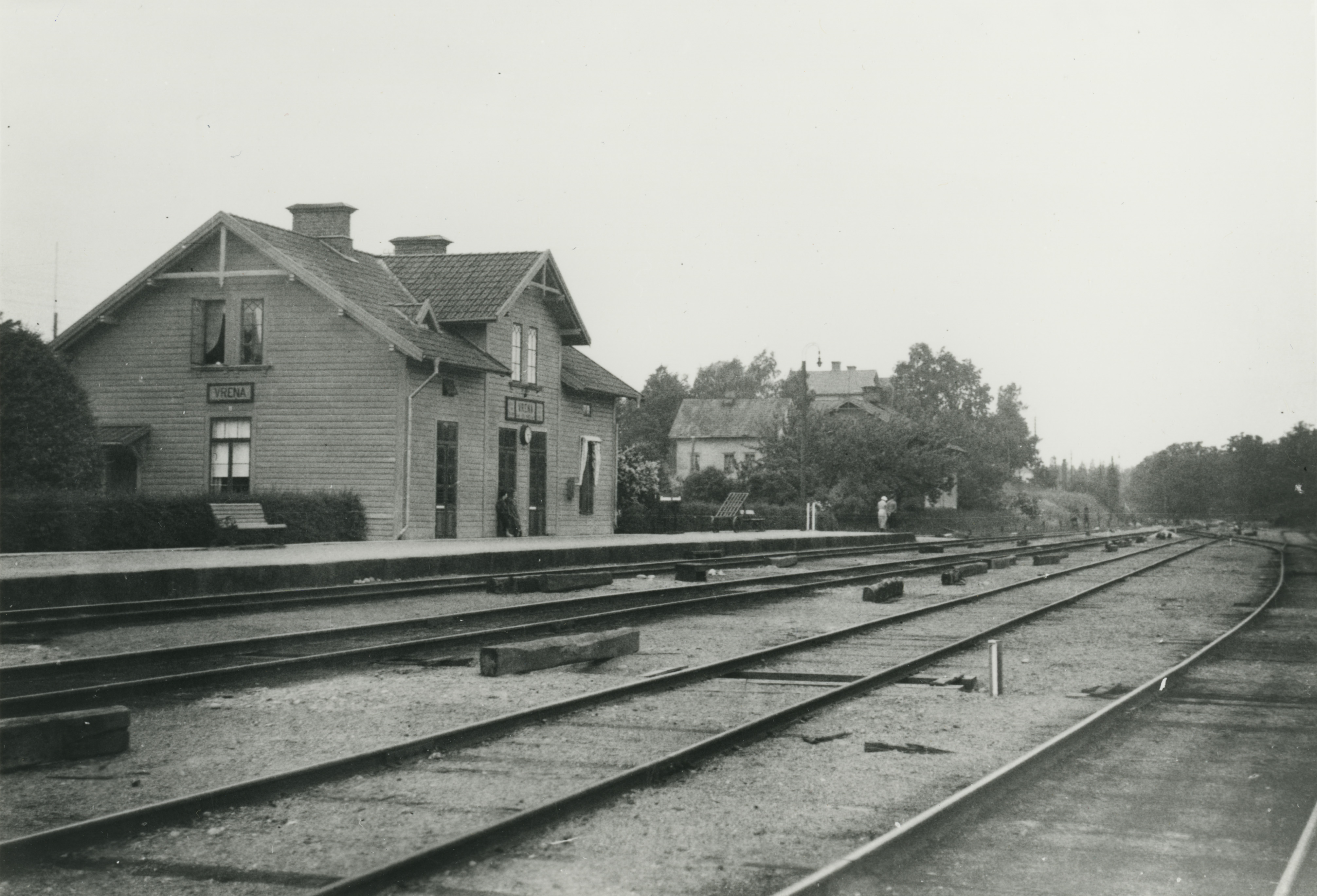
Vrena järnvägsstation vid sekelskiftet.

Varje år i september genomförs Vrenadagen med marknad och uppträdanden.

## Idrott
Vrena IF har fotbollslag, bandylag och en bordtennissektion. Vrena skyttegille arrangerar luftgevärsskytte vid skolan på vinterhalvåret och korthållsskytte vid egna skjutbanan på sommarhalvåret.